# Roland (rycerz)
Roland (Hruodald, Hruotland) – postać historyczna, frankijski hrabia marchii bretońskiej, wzmiankowany przez Einharda w jego dziele Vita Karoli Magni, opowiadającym o życiu Karola Wielkiego, gdzie zapisano, że Roland zginął w Hiszpanii podczas bitwy z Saracenami, co datuje się na lata 780/790. W rzeczywistości historyczny Roland zginął podczas walk z plemionami baskijskimi.

## Legenda
Roland jest głównym bohaterem Pieśni o Rolandzie. Należał do grona dwunastu parów Francji, a także był dalszym krewnym Karola Wielkiego. Podczas powrotu z wyprawy przeciwko Saracenom w 778 dowodził tylną strażą wojsk frankijskich. W czasie przeprawy przez Pireneje jego oddział został napadnięty i pokonany. W rzeczywistości, według francuskiej wersji wydarzeń, „Wyprawa przeciw Saracenom” była wyprawą łupieską na obszary Hiszpanii. Hrabia Roland natknął się na nich przypadkiem podczas powrotu. Zginął na terenie wroga. Źródła arabskie podają jednak, iż wyprawa Karola Wielkiego odbyła się na wezwanie Sulejmana z Saragossy, który zamierzał wzniecić bunt przeciw królowi Marsylowi, gdy jednak francuski król dotarł do Hiszpanii, Sulejman zmienił zdanie. Karol Wielki pojmał go i próbował przeprowadzić do Francji, dlatego właśnie w ariergardzie, która trzymała nad jeńcem straż, pojawiło się tak wielu znamienitych rycerzy. Na pomoc Sulejmanowi przybyli jego synowie, odbili jeńca i pokonali tylną straż francuską, w której znaleźć się miał wedle Pieśni o Rolandzie hrabia Roland.
Według Pieśni o Rolandzie walczył on legendarnym mieczem Durandalem częściej zwanym Durendalem. Według tejże w tylnej straży dowodził on 1/6 wojsk francuskich, które liczyły 120 tysięcy rycerzy.

## Galeria pomników

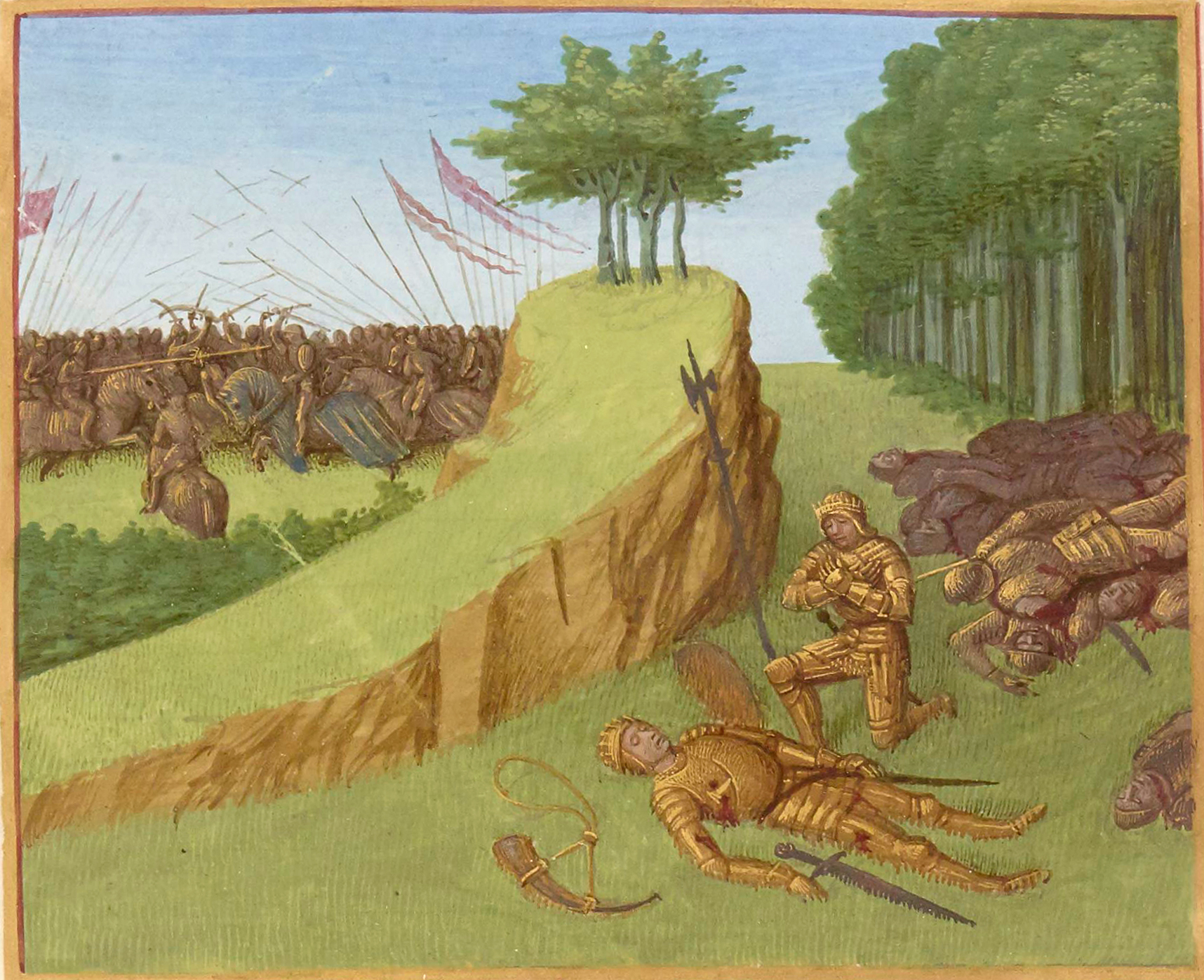
Śmierć Rolanda
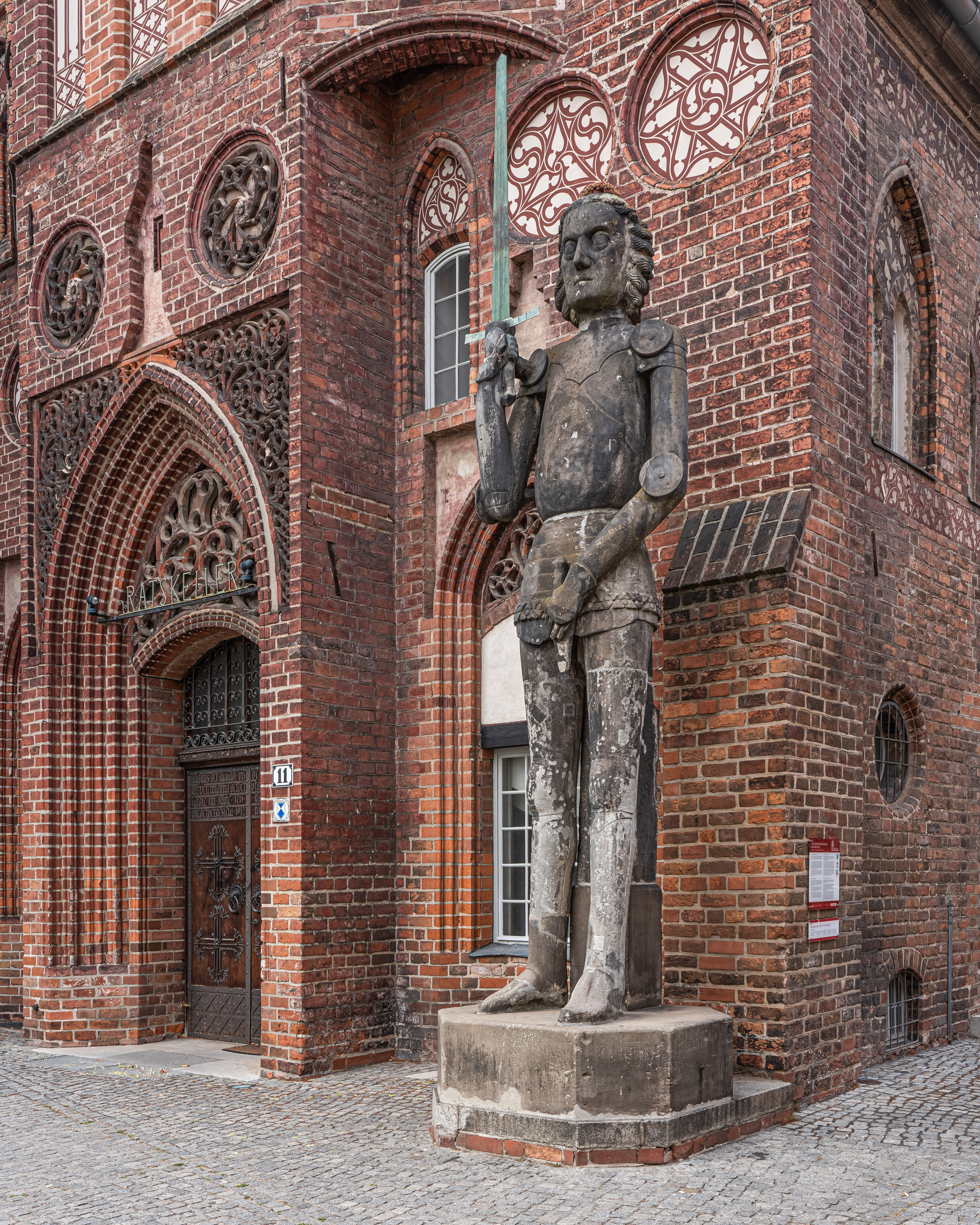
Pomnik w Brandenburgu
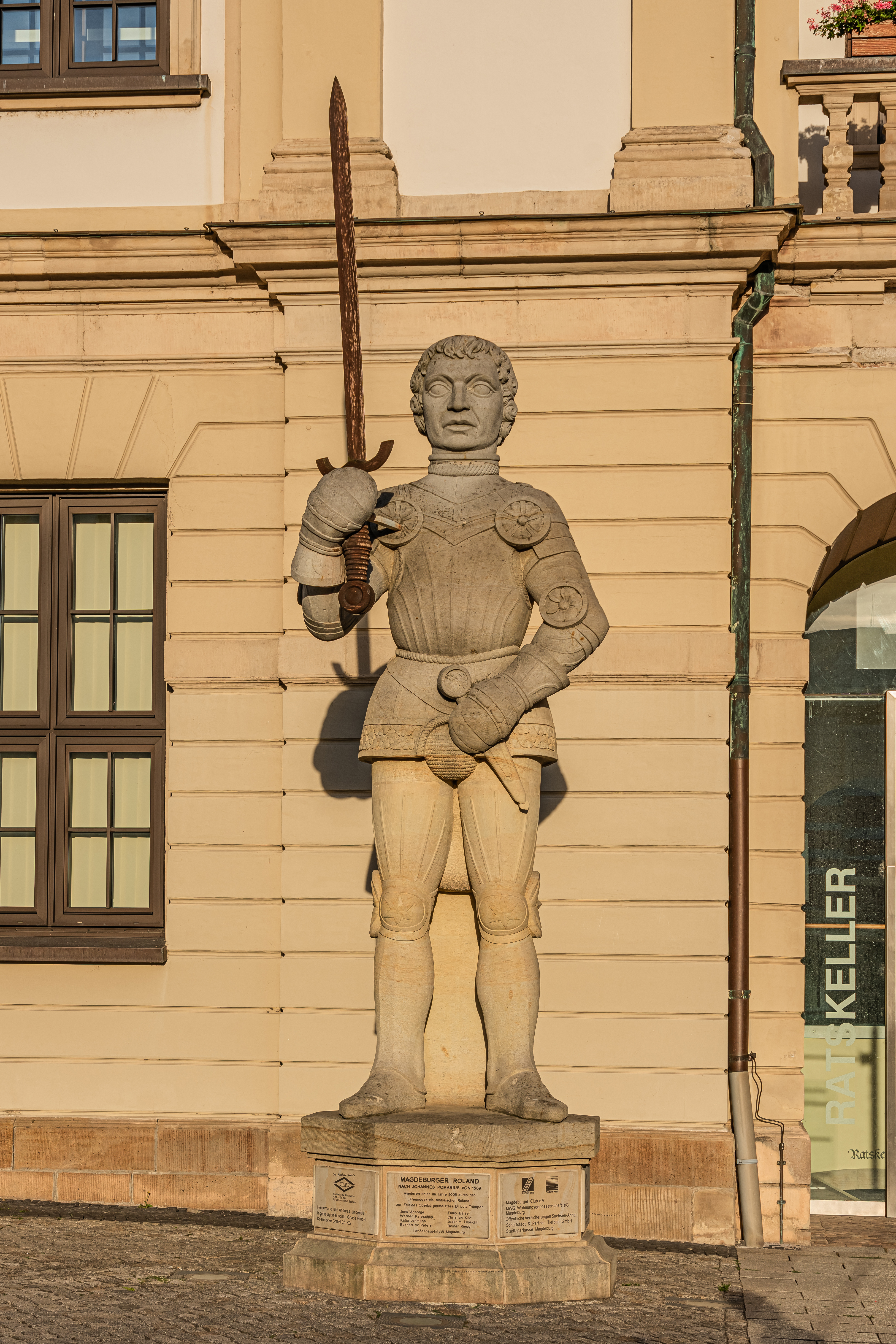
Pomnik w Magdeburgu
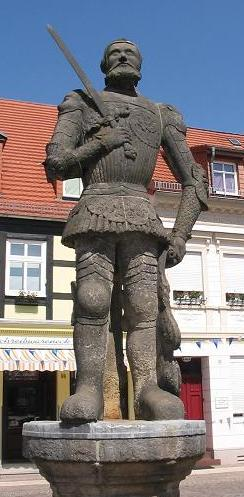
Pomnik w Perlebergu
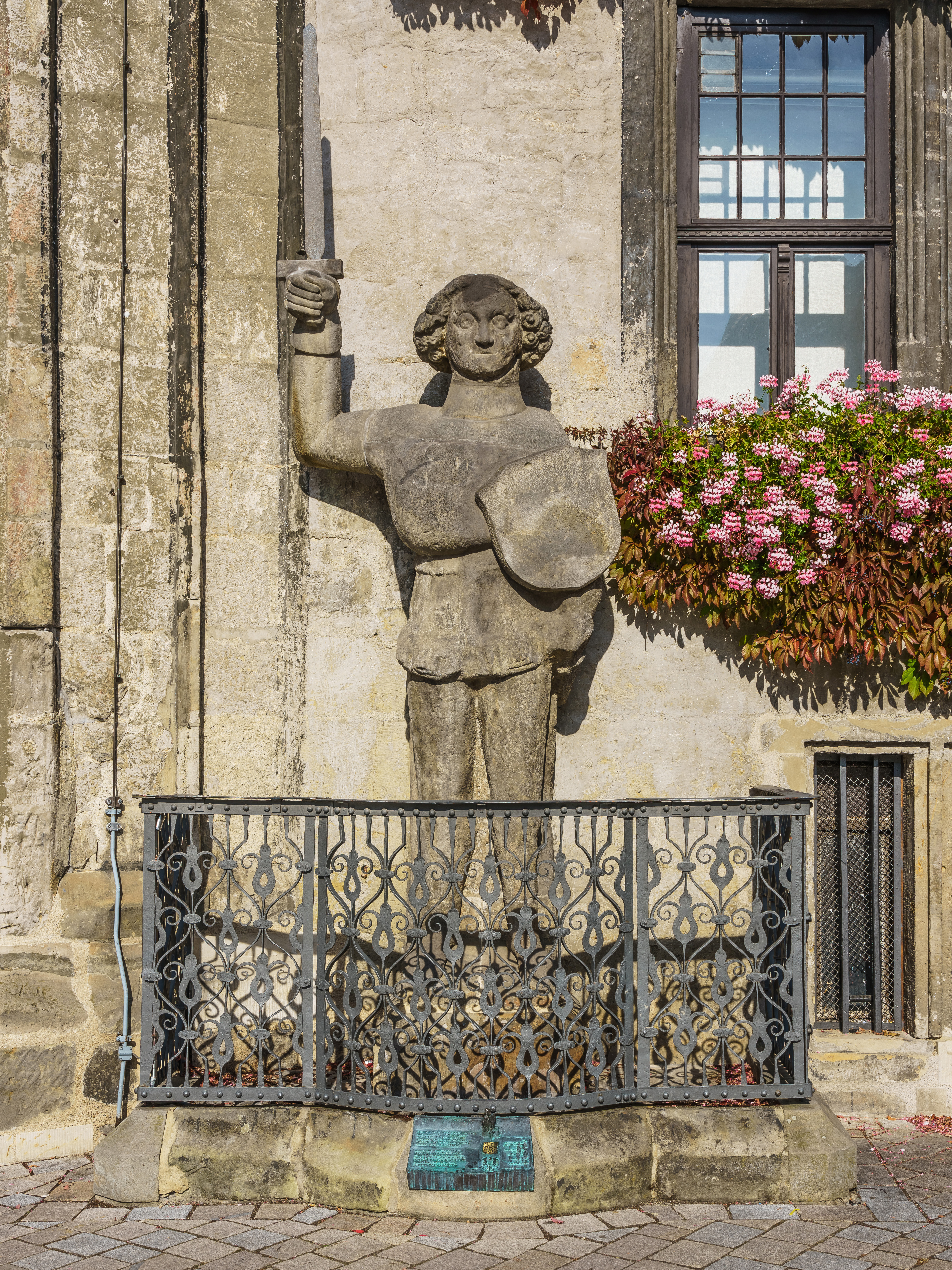
Pomnik w Quedlinburgu
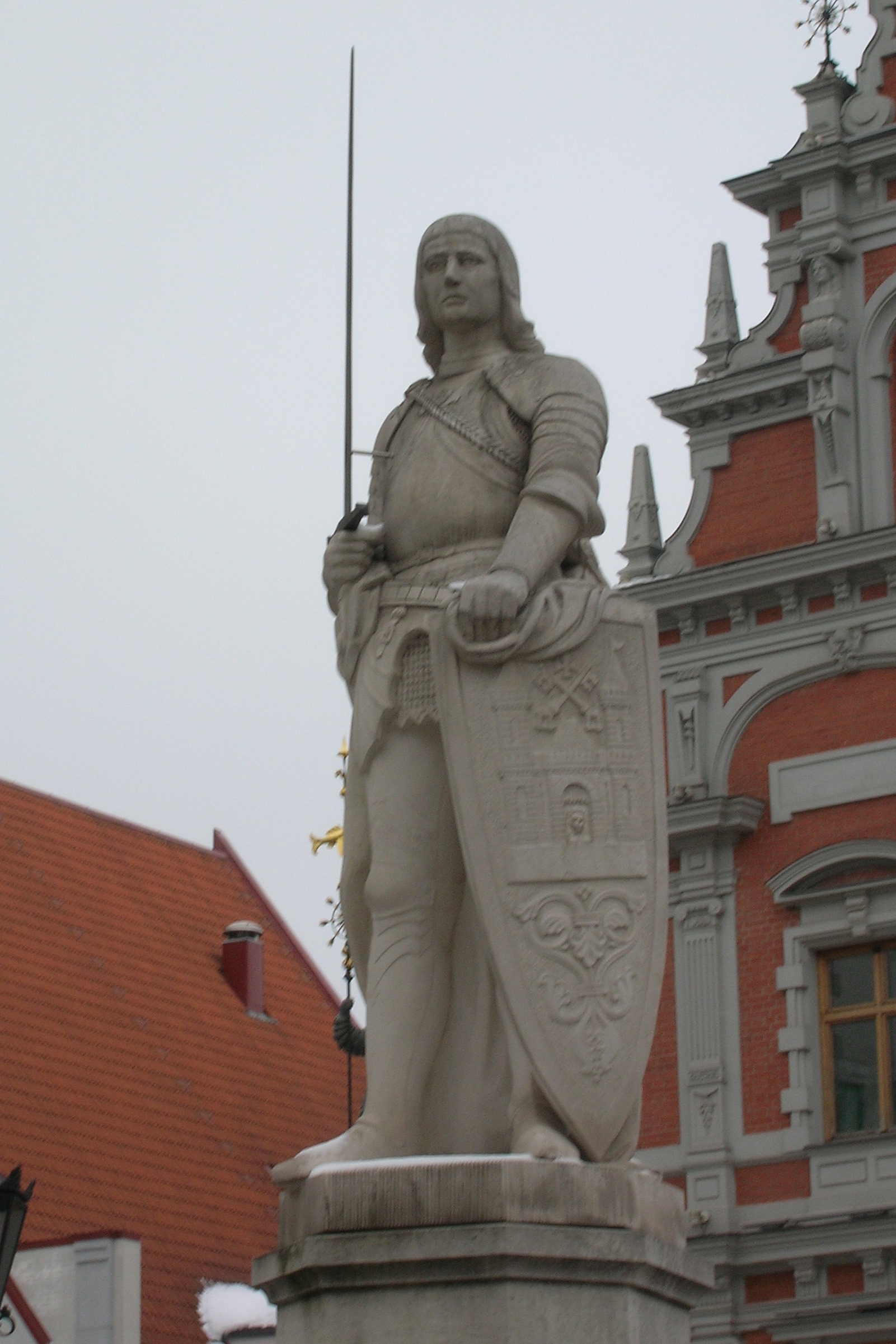
Pomnik w Rydze
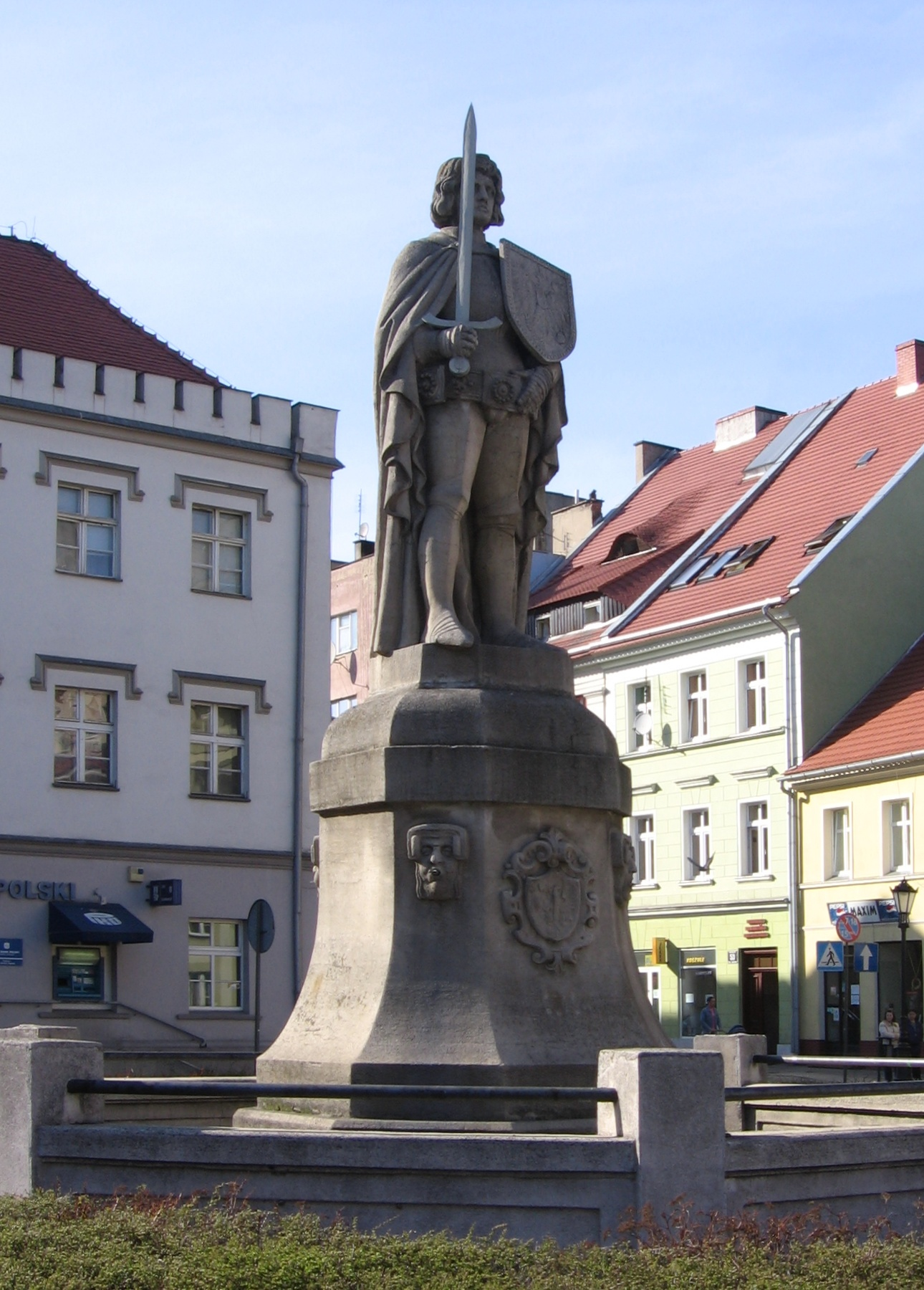
Pomnik w Środzie Śląskiej
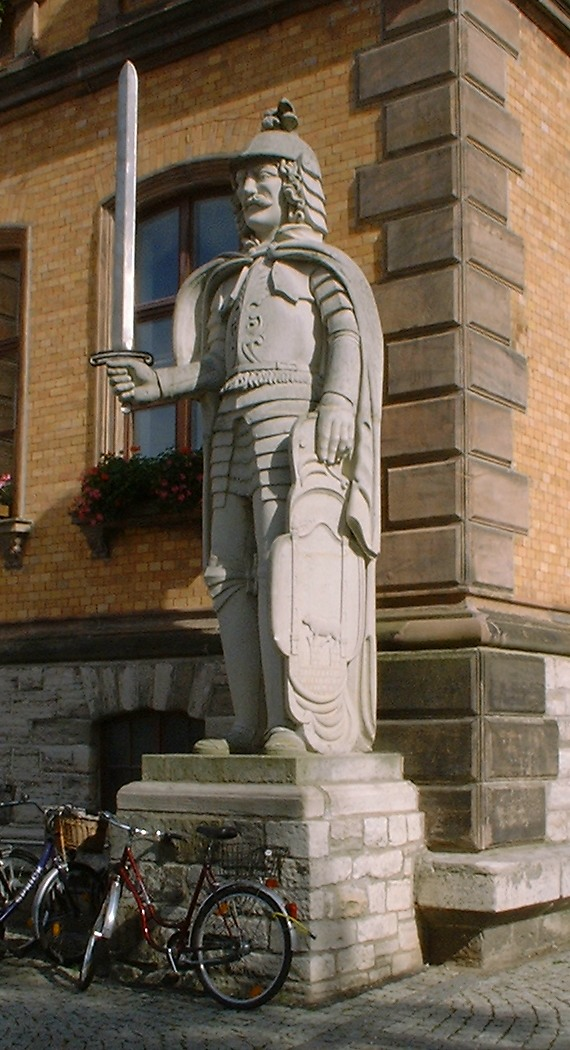
Pomnik w Calbe (Saale)